# 岡部聡
岡部 聡（おかべ さとし、1965年4月7日 - ）は、日本のオートレース選手。福岡県出身。19期、山陽オートレース場所属。

## 選手データ
- プロフィール
  - 選手登録 1985年6月27日
  - 身長　170.8cm
  - 体重　65.9kg
  - 血液型　O型
  - 趣味　アウトドア・モータースポーツ

- 戦歴 
  - 通算優勝回数:86回
  - グレードレース(SG,GI,GII)優勝回数:20回
  - 全国区レース優勝回数、SG優勝回数:5回
  - GI優勝回数:13回
  - GII優勝回数:2回
  - 全国競走成績第1位:2回

- 受賞歴
  - 優秀選手賞:2回
  - 特別賞:1回
  - 日刊三賞・殊勲賞:1回
  - 日刊三賞・技能賞:1回
  - 日本プロスポーツ大賞・功労賞:1回

## 略歴
- 1988年
  - 12月21日、第23回スピード王決定戦（山陽オートレース場）優勝。当時の競走車呼名は「ニューマン」。競走タイムは3.421。
- 1990年
  - 6月27日、開場25周年記念グランプリ（山陽オートレース場）優勝。当時の競走車呼名は「アンフィニ」。競走タイムは3.737。
- 1996年
  - スポニチ杯争奪選抜地区対抗戦（山陽オートレース場）優勝。
- 2000年
  - GI第36回スピード王決定戦（山陽オートレース場）優勝。
- 2001年
  - 5月16日、GI第24回黒潮杯争奪戦（船橋オートレース場）優勝。当時の競走車呼名は「フラッグシップ」。競走タイムは3.546。
- 2002年
  - 4月から導入された全国ランキングで初代1位となり、「№1ヘルメット」を与えられる。
  - 7月21日、GI第26回キューポラ杯争奪戦（川口オートレース場）優勝。競走タイムは3.375。
  - 10月1日、SG第7回オートレースグランプリ（伊勢崎オートレース場）でSG初制覇。競走車呼名は「フラッグシップ」。競走タイムは3.656。
  - 12月18日、GI第37回スピード王決定戦（山陽オートレース場）優勝。競走タイムは3.584。
- 2003年
  - 1月27日、SG第17回スーパースター王座決定戦（川口オートレース場）優勝。競走車呼名は「ラルフ・ワン」。競走タイムは3.539。
  - 3月24日、GI開場47周年記念ゴールデンレース（浜松オートレース場）優勝。競走タイムは3.381。
- 2004年
  - 12月8日、GI第39回スピード王決定戦（山陽オートレース場）優勝。競走タイムは3.347。
- 2005年
  - 11月6日、SG第37回日本選手権オートレース（川口オートレース場）優勝。競走車呼名は「フラッグシップ」。競走タイムは3.729。
  - 12月7日、GI第40回スピード王決定戦（山陽オートレース場）優勝。競走タイムは3.374。
- 2006年
  - 3月21日、SG第19回全日本選抜オートレース（飯塚オートレース場）優勝。競走タイムは3.708。
- 2007年
  - 12月12日、九州スポーツ杯GI第42回スピード王決定戦優勝。競走車呼名は「フラッグシップ」。競走タイムは3.625。
- 2010年
  - 2月15日、SG第23回全日本選抜オートレース（浜松オートレース場）優勝。競争車呼名は「フラッグシップ」。競走タイムは3.635。
- 2015年
  - 6月18日、史上23人目の通算1000勝を達成。

## 無冠のオールラウンダー
岡部は片平巧（船橋オートレース場所属）や中村政信（飯塚オートレース場所属）と同期の19期。万能型のレーサーで、抜群の安定感を誇る。特に雨走路での強さは日本一とまで言われる。
岡部はオートレース界でも珍しい二人の師匠を持ったレーサーでもある。

地元山陽オートレース場所属の伊東隆美（7期、引退）が直接の師であったが、もう一人の師が飯塚オートレース場所属の桝崎正（7期、引退）であった。
岡部の新人時代は2級車2年→1級車単気筒1年→1級車二気筒という乗り換わりで、単気筒で活躍する選手も少なくなく、伊東もそんな選手の一人だった。しかし、岡部は何が何でもトライアンフ、即ち二気筒に乗りたいという思いを抱いていた。
そこで伊東に伺いをたて、伊東の紹介で、伊東と同期で親交のあった桝崎の下へ越境で入門したのである。

当時は整備規定が今のものと異なり休日にレース場外にエンジンを持ち出せたため、休みの日はほぼ毎日のように泊り込み、桝崎の整備技術と二気筒車での走法技術を学び続けた。
その後、主流がトライアンフからフジに変わってもこの越境は続いた。しかし、同期の片平が次々とSGタイトルを手にしていくのに対し、岡部は長らく無冠に甘んじる事となった。

## 雨の鬼
1999年12月23日、同期で「西の横綱」と言われた中村政信が不慮の事故で殉職するという悲劇が起きた。

その後、同期の片平が不調に陥る中、岡部は急激な進化を遂げていく。2002年10月にSGオートレースグランプリを制覇すると、たちまちにSG街道を爆進していった。
特筆すべきは、岡部が制覇したSGは全て雨だったということである。オールラウンダーではあるが雨の方が得意な岡部にとって、これほど恵まれた条件はないと言えるものであった。一部では「雨乞いをしているのではないか?」と言う声まで上がった程で、「雨の鬼」の異名が定着してゆく要因となった。
全国屈指の雨巧者である岡部だが、晴タイヤを装着した状態で走る雨走路は苦手としている。これは、雨は全くと言っていいほど乗れない片平が、晴タイヤで走る雨走路を得意としているのと全くの逆である。

## 交流
同門である浦田信輔（23期、飯塚オートレース場所属）や田中茂（26期、飯塚オートレース場所属）と親しい。それ以外にも、池田政和（23期、船橋オートレース場所属）や東小野正道（25期、飯塚オートレース場所属）などとも交流がある。

また、かねてよりグループ間で交流のあった鈴木清（23期、川口オートレース場所属）は、以前岡部から雨走路での乗り方を教わって以来雨が乗れるようになり、以降度々岡部の教えを請うている。かつて自身が桝崎の下へ越境で弟子入りしたのと似た格好であると言える。